# Padang Tiakar Mudik
Padang Tiakar Mudik is een bestuurslaag in het regentschap Payakumbuh van de provincie West-Sumatra, Indonesië. Padang Tiakar Mudik telt 2229 inwoners (volkstelling 2010).